# Прощание с новогодней ёлкой
«Прощание с новогодней ёлкой» — песня Булата Окуджавы, созданная в 1966 году.

## История
Синяя крона, малиновый ствол,

звяканье шишек зелёных.

Где-то по комнатам ветер прошёл:

там поздравляли влюблённых.

Где-то он старые струны задел —

тянется их перекличка…

Вот и январь накатил-налетел,

бешеный, как электричка.

Мы в пух и прах наряжали тебя,

мы тебе верно служили.

Громко в картонные трубы трубя,

словно на подвиг спешили.

Даже поверилось где-то на миг

(знать, в простодушьи сердечном):

женщины той очарованный лик

слит с твоим празднеством вечным.

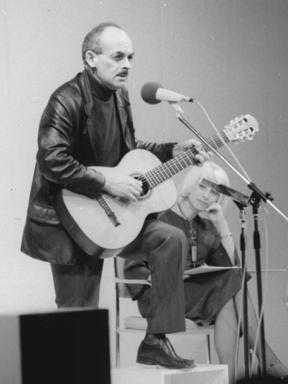
Булат Окуджава на сцене. 1976 год

Песня «Прощание с новогодней ёлкой» была создана в 1966 году. В публикациях указывается, что песня была посвящена Зое Крахмальниковой. В частности, в сборнике 1996 года «Чаепитие на Арбате» рядом напечатаны два стихотворения — «Прощание с новогодней ёлкой» и «Старинная студенческая песня» («Поднявший меч на наш союз…»), первое из которых посвящено Крахмальниковой, а второе — её мужу, писателю Феликсу Светову.
В то же время литературовед Валерий Сажин полагает, что создание стихотворения и песни «Прощание с новогодней ёлкой» могло в какой-то мере быть данью памяти первой жене Булата Окуджавы Галине Смольяниновой, скончавшейся 7 ноября 1965 года от разрыва сердца (в частности, о мотиве смерти свидетельствуют слова «сняли с креста»). Более того, Сажин высказывает предпололожение, что появлявшиеся каждые десять лет после этого стихотворения Окуджавы «Соединение сердец» (1976) и «Две женщины плакали горько» (1986) также были связаны с памятью о его бывшей жене.
Писатель Дмитрий Быков отмечал, что в первой половине 1966 года Окуджава приезжал на съёмки фильма «Женя, Женечка и „катюша“», для которого он написал сценарий (совместно с режиссёром фильма Владимиром Мотылём). Главную роль в фильме исполнял Олег Даль. По словам Быкова, когда во время съёмок Даль не вполне учтиво повёл себя по отношению к своей спутнице, «Окуджава вступился за неё и резко спросил у остальной киногруппы: что же вы, кавалеры, руки прячете?» По словам Быкова, Ольга Окуджава, вторая жена Булата Шалвовича, утверждала, что именно со слов «Что же надёжные руки свои прячут твои кавалеры?» и началась песня «Прощание с новогодней ёлкой».
В своём более позднем творчестве Окуджава ещё раз обратился к темам, поднятым в «Прощании с новогодней ёлкой». В стихотворении «Мне не нравится мой силуэт…», написанном около 1989 года и опубликованном в 1993 году, были такие строки, являющиеся аллюзией на слова «Ель, моя Ель, словно Спас-на-крови / твой силуэт отдалённый…»: «Покосился мой храм на крови, / впрочем, так же, как прочие стройки. / Новогодняя ель — на помойке. / Ни надежд, ни  судьбы, ни любви». Комментируя эти строки, литературовед Анатолий Кулагин писал, что «возвращение к давним собственным темам порой сопровождается у поэта и привкусом горечи, ощущением бесповоротного и безжалостного хода времени».

## Исполнители
Песня «Прощание с новогодней ёлкой» в авторском исполнении была записана на долгоиграющей пластинке, выпущенной фирмой «Мелодия» в 1976 году.
Помимо Булата Окуджавы, песню «Прощание с новогодней ёлкой» исполняли Елена Камбурова, Жанна Бичевская, Сергей Никитин, Борис Гребенщиков, Андрей Макаревич, Олег Погудин и другие.

## Анализ и отзывы
Обсуждая истоки «Прощания с новогодней ёлкой» и, в частности, слова «Ель, моя Ель, уходящий олень…», литературовед Ольга Панченко писала, что у новогодней ели есть множество прототипов, как в старых детских песнях и сказках (например, у Братьев Гримм и у Андерсена), так и в поэзии XX века. В качестве примера Панченко приводила следующие строки из стихотворения Александра Блока «Дым от костра струёю сизой…» (1909): «…И ель крестом, крестом багряным / Кладёт на даль воздушный крест». По мнению Панченко, эти слова демонстрируют, что «стихи Окуджавы близки Блоку и по настроению, и по эмоциональной амплитуде».
Писатель Дмитрий Быков отмечал, что «Прощание с новогодней ёлкой» было и осталось самой длинной песней Булата Окуджавы — пять восьмистиший, в сумме сорок строк; тем не менее «это не помешало ей стать одной из популярнейших», как у поклонников, так и у исследователей творчества Окуджавы, которые обнаруживали в тексте множество смыслов. Быков писал, что «множественность толкований подтверждает, что вещь воспринималась как этапная — и что смысл её шире заявленного». По словам Быкова, можно отследить интертекстуальные связи «Прощания с новогодней ёлкой» как с творчеством Бориса Пастернака, в том числе с его «переделкинским циклом», так и со стихами Анны Ахматовой, в частности с написанными в 1961 году «Комаровскими кроками»: у Окуджавы — «Где-то он старые струны задел — / тянется их перекличка… / Вот и январь накатил-налетел, / бешеный, как электричка», а у Ахматовой — «Все мы немного у жизни в гостях, / Жить — это только привычка… / Слышится мне на воздушных путях / Двух голосов перекличка».
Литературовед Леонид Дубшан подчёркивал жанрово-тематическую связь написанных во второй половине 1960-х годов «Прощания с новогодней ёлкой» и «Старинной студенческой песни» с более ранней песней «Неистов и упрям» (1946), в которой были «заданы свойства поэтики и лирической философии Окуджавы, вполне развернувшиеся в других его вещах десятилетия спустя». Дубшан писал, что по сравнению с песней «Неистов и упрям», в которой есть «„радостное отчаяние“ молодости» и «готовность встретить неизбежную катастрофу жестом „великолепного презренья“», «Прощание с новогодней ёлкой» выглядит «печальней, фатальней: это христианская мистерия Рождества, всегда заключающая в себе предстоящую мистерию Распятия».